# Torre BIS

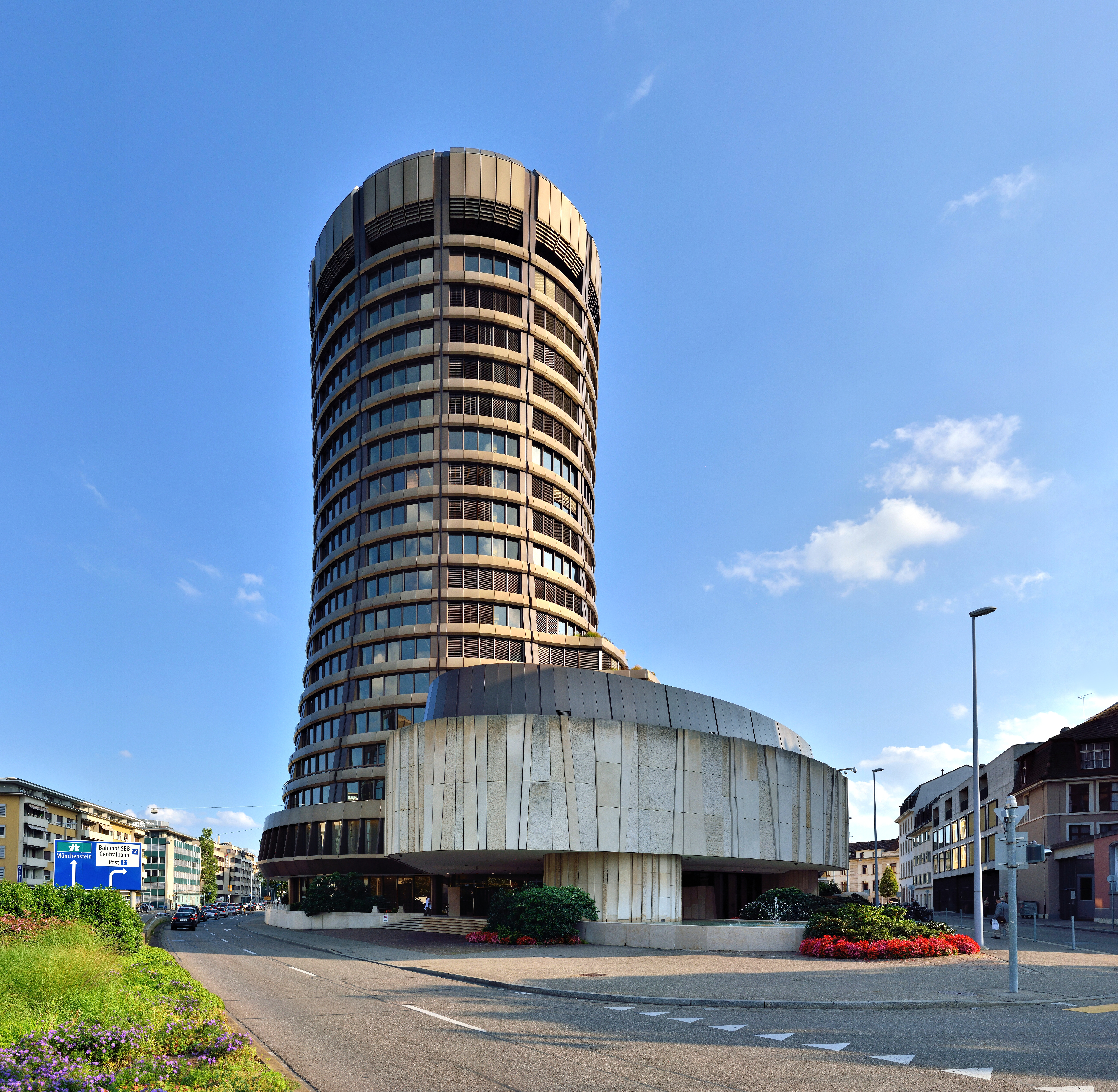
La Torre vista desde el noroeste con el auditorio en el frente

La Torre BIS es un rascacielos administrativo de 69,5 metros de altura, sede del Banco de Pagos Internacionales (en alemán: Bank für internationalen Zahlungsausgleich; en inglés: Bank for international Settlements, de allí la sigla ), en Basilea. Fue diseñado por el arquitecto Martin Burckhardt, siendo construido entre 1972 y 1977. Este edificio es un hito de la Centralbahnplatz y de la ciudad. Fue el tercer edificio más alto de Basilea desde su año de construcción hasta el 2003. Con su llamativa silueta, la Torre  caracteriza la silueta de Basilea y fue el escenario de estilo de algunos edificios comerciales y administrativos en la década de 1970 en términos de color y estética.
Debido a un acuerdo especial y a acuerdos internacionales, el edificio tiene un estatuto jurídico especial. Además de su función como sede administrativa, el edificio sirve regularmente al BPI para reuniones y conferencias internacionales.

## Función y estado especial
La Torre es utilizada principalmente por el BPI como edificio administrativo y sede central. Junto con el edificio Botta en Aeschenplatz, el banco alberga alrededor de seiscientos puestos de trabajo. El archivo del BPI en su sótano forma parte de la lista de bienes culturales de importancia nacional en el cantón de Basilea-Ciudad.
Además, el edificio es un lugar de encuentro bimensual más regular para los responsables del FMI y los bancos centrales nacionales. El intercambio informal -el denominado Proceso de Basilea- sirve para promover la cooperación entre los bancos centrales y otros organismos y se considera un pilar esencial del debate internacional sobre estabilidad financiera[3]. En este marco, más de 5.000 participantes se reúnen anualmente en los actos organizados por el BPI. Entre ellos se encuentran los comités internacionales y los organismos de normalización, como el Comité de Supervisión Bancaria de Basilea, conocido por sus normas de Basilea III.
Al igual que las Naciones Unidas, el CICR o el FMI, el BPI tiene un estatuto especial. A los empleados financieros se les concede inmunidad y no se les puede registrar. El edificio con todas sus partes también tiene un papel especial que desempeñar. El edificio y el terreno reciben el mismo trato que una embajada y son inviolables, forman parte del territorio suizo, sin embargo la soberanía nacional solo es aplicable en forma limitada.
Las autoridades suizas solo tienen acceso si el presidente o el director general del BPI concede el permiso y renuncia a la inviolabilidad fundamental del territorio. La prensa se refiere a menudo a esta circunstancia como un estatuto extraterritorial en términos coloquiales, algo simplificado pero no del todo correcto desde el punto de vista jurídico. Este estatuto especial se rige por un acuerdo que entró en vigor el 1 de enero de 1987 y que el BPI celebró con el Consejo Federal Suizo. Este acuerdo se originó en otro celebrado en la Conferencia de La Haya el 20 de enero de 1930.

## Historia

### Historia previa
Cuando se fundó el BPI en enero de 1930, Basilea fue designada como sede social de la empresa. Por esta razón, la organización alquiló inicialmente el Grand Hôtel et Savoy Hôtel Univers en la Centralbahnplatz de Basilea por dos años para sus eventos y reuniones. Este edificio fue comprado en 1949 y permaneció en funciones hasta la década de 1970.
La creciente necesidad de espacio llevó en los años 1954 a 1966 al arquitecto Martin Burckhardt a elaborar una serie de proyectos de construcción que se pudieron realizar en la parcela bancaria de unos 3300 metros cuadrados. Por este motivo, entre los años 1966 y 1972, el BPI fue adquiriendo poco a poco un terreno de aproximadamente 7.500 metros cuadrados cerca de la estación de ferrocarril, donde se encuentra su actual sede. Burckhardt presentó tres diseños para esta nueva parcela en 1969. El consejo de administración del BPI se decidió inicialmente por la variante con una torre cilíndrica de 82 metros de altura y 24 pisos. Debido a la objeción de la Sociedad del Patrimonio de Basilea de que la altura del edificio perjudicaría la silueta histórica de la ciudad, el diseño original -llamado diseño vegetativo- se redujo a 69,5 metros y 20 pisos. Contrariamente a la propuesta original, el modelo preveía un cilindro "entallado" con capacidad para 300 empleados.

### Construcción

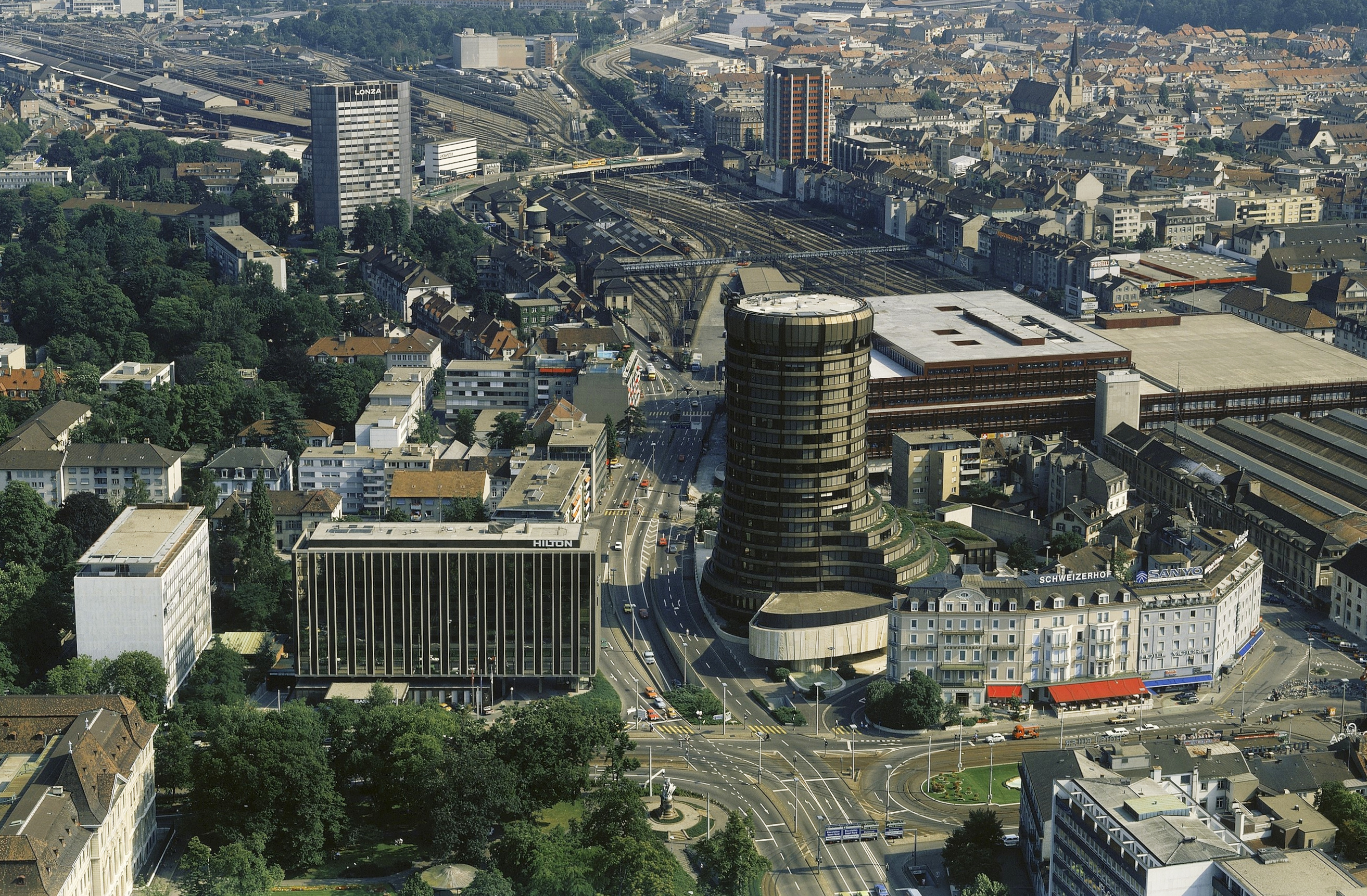
Vista aérea cara noroeste (1978) con la torre, la calle Nauenstrasse, en el fondo se conecta con la Lonza-Hochhaus

Un referéndum de la población urbana aceptó este proyecto con un 69% de aprobación, para que en 1972 se iniciaran las obras de construcción. Para la cimentación del rascacielos se excavó un pozo de hasta 15 metros de profundidad, en un terreno compuesto por arena y grava del Rin. El foso se cerró verticalmente con elementos de apuntalamiento y se reforzó con anclajes aluviales. El nivel del agua subterránea estaba de dos a tres metros por debajo del fondo de la excavación, de cuatro a nueve metros por debajo de este se encuentra una superficie de marga.
El negocio comenzó el 21 de marzo de 1977, la primera reunión del Consejo de Administración se celebró el 19 de abril y la inauguración oficial tuvo lugar el 9 de mayo del mismo año. En el momento de la construcción, la Torre  era el rascacielos más alto de la ciudad.

### Desde la Construcción

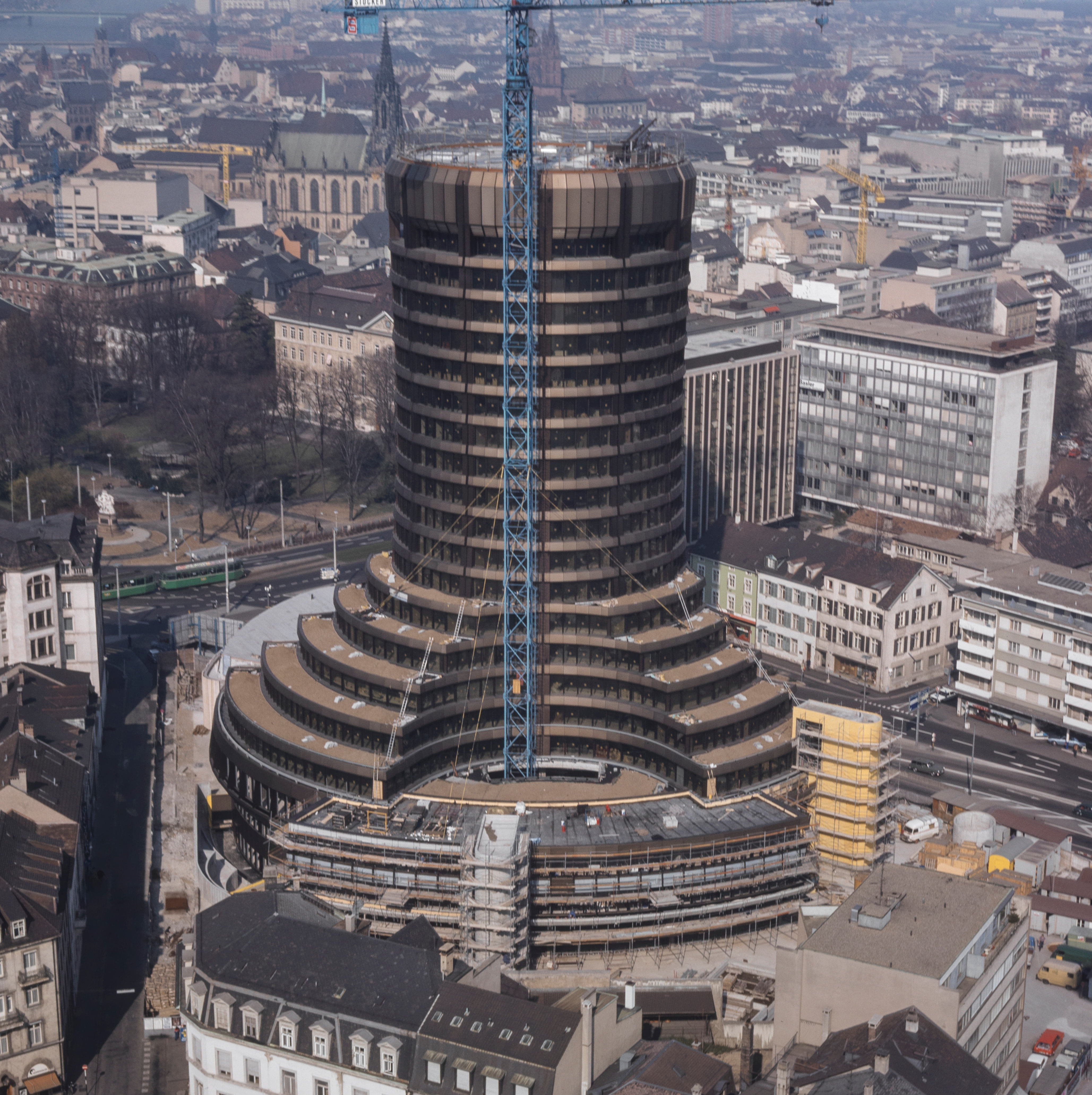
Construcción de la torre en 1977

Con la ampliación del campo de actividad y el consiguiente aumento de las necesidades de personal, el BPI convocó en 1997 un concurso internacional de arquitectura para rediseñar el edificio. El arquitecto japonés Toyo Ito ganó este concurso con su oficina, que tenía dos torres. Sin embargo, el rediseño nunca se realizó. En cambio, en mayo de 1998, el BPI adquirió un edificio diseñado por Mario Botta en la Aeschenplatz de Basilea, que originalmente había albergado a UBS. Este moderno edificio de seis pisos superiores y seis inferiores, así como la villa neobarroca adyacente, fueron remodelados por el BPI después de la compra. Desde 1999, se utiliza como segundo edificio; allí se ubica el departamento bancario, el de control de riesgos y el de informática.
Mientras tanto, el número de reuniones ha aumentado a 300 y el de sus participantes a 9.000 al año, así como la necesidad de personal, de modo que el BPI ha estado evaluando opciones adicionales de expansión desde 2014. Para ello, ha presentado al cantón un proyecto para la zona situada inmediatamente al sur de la torre actual, con el fin de ampliarla. Se ha previsto la construcción de un edificio de varios pisos que se añadirá a la construcción de la base de la torre. Sin embargo, la construcción no comenzará antes de 2020, y la construcción real se decidirá mediante un concurso de arquitectura. La actual superficie bruta de 30.000 metros cuadrados debería aumentar a 68.000.

## Descripción

### Del lugar y alrededores
La Torre se encuentra en el borde noreste de la Centralbahnplatz, un nudo de comunicaciones central de Basilea; en su lado sur se encuentra la estación de ferrocarril SBB de Basilea. El edificio se encuentra en un sitio cuadrangular bordeado por Heumattenstrasse al oeste, Centralbahnstrasse al sur y Gartenstrasse al este. Toda el área es propiedad del BPI. La Nauenstrasse de varios carriles al norte es un eje oeste-este del centro de la ciudad con mucho tráfico. La rampa del portal oriental del Nauentunnel, que permite que la parte central de la Nauenstrasse discurra bajo tierra, se encuentra a la altura de la torre. Con cinco líneas de tranvía de Basilea, el BPI también está situado en un centro de transporte público.
En las inmediaciones de la torre se encuentran el Puesto 2, el Hotel Schweizerhof, el edificio administrativo de Basler Versicherung y, frente a la intersección, el Monumento a Estrasburgo y el Parque Elisabethenanlage. Para 2020, el Parque Baloise con el rascacielos Baloise de 89 metros de altura se construirá al norte de la Torre  en el sitio del Hotel Hilton, demolido en 2016.

### Arquitectura y técnica de construcción
El edificio tiene 69,5 metros de altura, y su entrada principal se encuentra en la esquina de Nauenstrasse y Heumattstrasse. Tiene una planta baja y 19 plantas superiores, así como cuatro plantas de subsuelo, que comprenden un aparcamiento para unos 300 vehículos, talleres, salas de archivo, salas para instalaciones técnicas, un refugio antiaéreo y una sala de hospitalización. En las plantas inferiores, la planta circular del edificio tiene un diámetro de unos treinta metros.
Los pisos circulares tienen un núcleo cilíndrico como eje de suministro, en el que se alojan los ascensores. La fachada, de color cobre, está formada por un armazón hiperbólico formado por doce columnas de acero de soporte y elementos metálicos vidriados de inserción uniforme. Cada planta consta de 72 elementos de fachada, 60 de estos elementos están permanentemente acristalados y 12 son opacos para disimular los pilares principales que soportan la carga. Las partes de acero están galvanizadas en caliente y por aspersión; el acristalamiento es de vidrio de control solar. Dos sistemas externos están disponibles para el mantenimiento de la fachada.

### Vista desde el noreste, la concurridaNauenstrasse
El volumen de construcción es de 174.000 metros cúbicos, de los cuales casi la mitad son subterráneos. Dado que el edificio de gran altura se basa en grava del Rin, el espesor de la losa de cimentación debajo de la torre es de 150 centímetros, y de 60 centímetros en el borde del sótano. En las plantas inferiores, columnas y paredes sirven como elementos de carga interna, que se colocan en círculos en secciones de 15 y 30 grados. Además de la carga muerta, los techos de hormigón armado también asumen la carga útil y la carga del viento y transfieren estas fuerzas al núcleo. Además de los ascensores, el núcleo de suministro también alberga los conductos de aire de escape. La mitad de ellas se dirigen hacia abajo y la otra mitad hacia arriba a las dos unidades centrales. Las instalaciones sanitarias y las partes de los conductos eléctricos también se encuentran en el núcleo. Las zonas exteriores de apoyo aportan corrientes de aire y agua de refrigeración a las unidades de antepecho.
En la zona de la entrada principal se encuentra el gran auditorio con 280 plazas, que está revestido con una fachada de granito. El techo abovedado está inclinado hacia la torre. Esta construcción de zócalo en voladizo tiene en el techo una posibilidad de fijación para las banderas, que se utiliza en ocasiones oficiales para el banderín. En la explanada delante del zócalo hay una pila de agua con una pequeña fuente. El borde de la pila de agua corresponde a la piedra de granito utilizada para la construcción de la base.

## Recepción
Como edificio típico de los años 70, la Torre  domina la silueta de la ciudad. Con la excepción del Messeturm y el Roche-Turm terminado en 2015, no hay rascacielos de más de 100 metros de altura en Basilea, por lo que la forma llamativa de edificio es visible desde muchos puntos de la ciudad. La prensa local de Basilea se mostró siempre positiva con respecto a la torre. El edificio ya era llamado como un nuevo punto de referencia en el momento de la construcción. En un artículo de un suplemento especial del Basler Zeitung, se hablaba de una "indudablemente impresionante nueva creación" y de un lenguaje formal bien afinado a través de las líneas cóncavas. Las intenciones del diseño también resistieron las comparaciones internacionales. La idea básica de la "arquitectura vegetativa" se aplicó armoniosamente en la elección del material, la textura y el color. El edificio crea una atmósfera tranquila y reservada.  La revista Architektur & Technik' juzgó en una retrospectiva de 2003 que la ubicación cerca de la estación de ferrocarril de SBB fue bien escogida porque proporcionaba importantes impulsos. Una serie de edificios de importancia urbana, como el Peter Merian Haus, fueron construidos alrededor del sistema de vías de la estación de ferrocarril y han mejorado significativamente la zona.
Una influencia estructural inmediata en la torre fue el hotel Hilton, inaugurado en 1975, que fue cerrado en 2015 y demolido en 2016. El esquema de colores del hotel fue adoptado tras una consulta directa con los arquitectos Burckhardt y Partner. Otros edificios nuevos en los años 70, como la nueva Dirección General de Swiss Bank Corporation (ahora el edificio UBS), también eligieron los mismos materiales de construcción para el diseño de la fachada que el .
En la información crítica sobre el mundo financiero mundial, que también está decisivamente moldeada por el Banco de Pagos Internacionales, la Torre  se muestra con frecuencia y se describe como la "Torre de Basilea" o su construcción como la "Torre de Basilea".

 
La asociación con Tower of Babel como símbolo de Hybris y la lucha por el poder en el mundo de las finanzas va a despertar. Sin embargo, este símbolo se deriva principalmente de la institución financiera internacional y de su papel más que del propio edificio.